# Seleção Armênia de Voleibol Masculino
A seleção armênia de voleibol masculino é uma equipe europeia composta pelos melhores jogadores de voleibol da Armênia. A equipe é mantida pela Federação de Voleibol da República da Armênia (Federação de Voleibol da Armênia). A Armênia não consta no ranking mundial da FIVB segundo dados de 6 de outubro de 2015, pois nunca disputou quaisquer competições.